# María Eugenia
María Eugenia es una película dramática mexicana de 1943 escrita y dirigida por Felipe Gregorio Castillo y protagonizada por María Félix, junto a Manolita Saval y Rafael Baledón. Los escenarios de la película fueron diseñados por el director de arte Manuel Fontanals.

## Argumento
María Eugenia (María Félix) y el hacendado Carlos (Rafael Baledón) se enamoran, pero Carlos está comprometido a casarse con otra mujer (Manolita Saval). Carlos se ausenta a visitar a su madrina para romper la promesa de casarse con su hija, pero al enterarse de que su madrina está muriendo, Carlos calla, a partir de lo cual todo toma un rumbo inesperado.

## Reparto
- María Félix como María Eugenia.
- Manolita Saval como Raquel.
- Rafael Baledón como Carlos.
- Jorge «Che» Reyes como Ricardo.
- Virginia Manzano como Julia.
- Mimí Derba como Doña Virginia.
- Eugenia Galindo como Doña Matilde.
- Salvador Quiroz como Doctor.
- Alejandro Cobo como Jefe de María.
- Alfredo Varela "Varelita" como Martín (como Alfredo Varela Jr.).
- Ignacio Peón como José María.
- Consuelo Segarra como Rosa.
- Carolina Barret como Mulata.
- Julio Ahuet como Emeterio.
- Toña la Negra como Cantante.
- Eva Beltri como Bailarina.
- Trío Calaveras como Trío musical.
- Son Clave de Oro
- Hermanos Huesca
- Alfonso Bedoya (no acreditado).
- Carmen Cabrera como Enfermera (no acreditada).
- Roberto Cañedo como Joven bailando en cabaret (no acreditado).
- Rubén Márquez como Hombre bailando en fiesta (no acreditado).
- José Pulido como Anunciador en cabaret (no acreditado).
- Hernán Vera como Cliente en cabaret (no acreditado).
- Aurora Zermeño como Mujer bailando en fiesta (no acreditado).

## Producción
María Eugenia fue la primera película que hizo María Félix después de su debut cinematográfico en El Peñón de las Ánimas. Durante el rodaje, Félix causó revuelo mientras filmaba la escena inicial de la película, que la mostraba en un traje de baño blanco, atrayendo publicidad a Félix. Es la única película de Félix donde Félix apareció en traje de baño.
Fue la única película dirigida por Felipe Gregorio Castillo, quien luego se convirtió en censor cinematográfico.

## Recepción
En su libro Más allá de las lágrimas: Espacios habitables en el cine clásico de México y Argentina, Isaac León Frías recoge la reseña de Emilio García Riera sobre la película, calificándola de «pésimo melodrama». El libro Archivos de la Filmoteca se refiere a la película como una muestra de cómo en ese momento «el melodrama mexicano está tan sometido a convenciones y normas», señalando cómo la película fue dirigida por un censor cinematográfico. La propia María Félix se referiría más tarde a la película en su autobiografía como «una película que no tuvo otra importancia que la de darme experiencia».